# チャールズ・アボット (第3代テンターデン男爵)

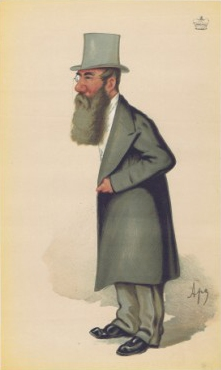
1878年8月17日のヴァニティ・フェア誌に掲載されたカリカチュア。

第3代テンターデン男爵チャールズ・ステュアート・オーブリー・アボット（英語: Charles Stuart Aubrey Abbott, 3rd Baron Tenterden KCB、1834年12月26日 – 1882年9月22日）は、イギリスの貴族、外交官。

## 生涯
チャールズ・アボット（Charles Abbott、1803年 – 1838年12月15日、初代テンターデン男爵チャールズ・アボットの次男）とエミリー・フランシス・ステュアート（Emily Frances Stuart、初代ビュート侯爵ジョン・ステュアートの娘）の息子として、1834年12月26日にロンドンで生まれた。イートン・カレッジで教育を受けた後、1854年に秘書官として外務省に入り、1865年にポルトガル王国に派遣された使節団で秘書官として随行してポルトガルから塔と剣勲章を授与された。1866年、外務大臣の第15代ダービー伯爵エドワード・スタンリーの要約筆者（précis writer）に任命された。1871年、ワシントンD.C.に派遣された使節団で秘書官を務め、アラバマ号事件に関する大法官の初代ハザーレイ男爵ウィリアム・ウッドの声明を起草した。同年から1873年まで外務省事務次官補佐（Assistant Under-Secretary for Foreign Affairs）を、1873年から1882年まで外務省事務次官を務めた。1878年のパリ万国博覧会にはイギリス代表団の1人として出席した。
1870年4月10日に伯父にあたる第2代テンターデン男爵ジョン・ヘンリー・アボットが死去すると、テンターデン男爵位を継承した。翌年にバス勲章コンパニオンを授与され、1878年にバス勲章ナイト・コンパニオンを授与された。
フリーメイソンとしても活躍し、1879年7月2日にエセックス州におけるフリーメイソンのグランドマスターに就任した。
1882年9月22日に脳内出血によりリンマスで死去、ブレンドンで埋葬された。1人目の妻との間の息子チャールズ・ステュアート・ヘンリーが爵位を継承した。

## 家族
1859年8月2日、ペネロープ・メアリー・ガートルード・スミス（Penelope Mary Gertrude Smyth、1879年3月30日没、サー・ジョン・ローランド・スミスの娘）と結婚した。ペネロープの母キャサリン・アリス・アボット（Catharine Alice Abbott）は初代テンターデン男爵、すなわち第3代テンターデン男爵の父方の祖父である。
- チャールズ・ステュアート・ヘンリー（1865年 – 1939年） - 第4代テンターデン男爵

1880年1月13日、エマ・メアリー・ベイリー（Emma Mary Bailey、1896年以降没、チャールズ・ベイリーの娘）と再婚した。